# Galeottiella
Galeottiella är ett släkte av orkidéer. Galeottiella ingår i familjen orkidéer.
Kladogram enligt Catalogue of Life:
| Galeottiella | \| \| Galeottiella orchioides \| \| \| \| \| \| Galeottiella sarcoglossa \| \| \| \| |
|              | \| \| Galeottiella orchioides \| \| \| \| \| \| Galeottiella sarcoglossa \| \| \| \| |
|              | Galeottiella orchioides                                                              |
|              |                                                                                      |
|              | Galeottiella sarcoglossa                                                             |
|              |                                                                                      |